# Richmunda Herrnreither
Richmunda Herrnreither SOCist (* 9. Dezember 1868 in Magersdorf bei Kröning; † 12. Mai 1959) war Äbtissin des Klosters Waldsassen von 1925 bis 1951.
Die Säkularisation in Bayern 1803 unter Abt Athanasius Hettenkofer bedeutete das jähe Ende des klösterlichen Lebens der Zisterzienser in Waldsassen. Etwa 60 Jahre später gelang es durch die Initiative des Regensburger Bischofs Ignatius von Senestrey das Kloster von Seligenthal aus neu zu besiedeln. 
Richmunda Herrnreither kam 1881 nach Waldsassen. Sie war als Lehrerin und Priorin tätig. Für „Heimatverdienste während der Kriegszeit“ wurde sie 1916 mit dem König Ludwig-Kreuz ausgezeichnet. 1925 erhob der Regensburger Bischof Anton von Henle die beiden Klöster Seligenthal und Waldsassen zu selbstständigen Abteien, Richmunda Herrnreither wurde am 26. Januar 1925 zur ersten Äbtissin gewählt. Zusammen mit Zisterzienserinnen vom Kloster Thyrnau reiste sie 1929 im missionarischen Auftrag zum Kloster Apolo in Bolivien und später zum Colegio Ave Maria in La Paz. In der Zeit der NS-Diktatur war das Kloster gezwungen, 1941 die Mädchenmittelschule aufzulösen. Erst nach dem Krieg wurde der Schulbetrieb wieder aufgenommen. 1951 legte Richmunda Herrnreither ihr Amt nieder. Sie starb hochbetagt 1959.